# Bundles (álbum de Soft Machine)
Bundles (1975) es el octavo álbum de estudio de Soft Machine,  el cual marca una nueva etapa en la banda con la inclusión de Allan Holdsworth en la guitarra para sumar matices distintos a la estructura compositiva de la agrupación. Poco después del lanzamiento del álbum, el teclista Mike Ratledge abandona la banda, dejando al grupo sin ninguno de sus miembros originales.

## Lista de canciones
Todas las composiciones de Karl Jenkins excepto donde se indica.
1. "Hazard Profile Part One" – 9:18
2. "Part Two (Toccatina)" – 2:21
3. "Part Three" – 1:05
4. "Part Four" – 0:46
5. "Part Five" – 5:29
6. "Gone Sailing" (Allan Holdsworth) – 0:59
7. "Bundles" – 3:14
8. "Land of the Bag Snake" (Holdsworth) – 3:35
9. "The Man Who Waved at Trains" (Mike Ratledge) – 1:50
10. "Peff" (Ratledge) – 1:57
11. "Four Gongs Two Drums" (John Marshall) – 4:09
12. "The Floating World" – 7:12

## Personnel
- Roy Babbington – bajo eléctrico
- Allan Holdsworth – guitarra eléctrica, acústica y de doce cuerdas
- Karl Jenkins - oboe, saxofón soprano, piano acústico, pianos eléctricos Fender Rhodes y Pianet Hohner
- John Marshall – batería y percusión
- Mike Ratledge – piano eléctrico Fender Rhodes, órgano Lowrey y sintetizador EMS Synthi AKS

Músicos adicionales
- Ray Warleigh – flauta alto y flauta bajo (12)